# Medea Sirkas
Medea Sirkas est un groupe de danse originaire de la baie de San Francisco (Californie, États-Unis).

## Styles de danse
Le groupe danse essentiellement des styles issus de l'influence musicale soul, funk et electro. Parmi ces styles:
- le Fillmore ou Fillmo, nommé ainsi après un quartier de San Francisco
- le boogaloo
- le strutting

Ces danses se basent sur un mouvement angulaire du corps, une décomposition des mouvements et l'isolation des articulations. Avec ses 25 ans d'existence, Medea Sirkas porte une histoire de la danse locale de San Francisco et d'Oakland, ce qui a fait sa réputation internationale. Une autre particularité du groupe est la mise en scène de ses performances (le groupe arrive déguisé, et mélange la danse, la musique, l'éclairage et parfois la vidéo pour livrer aux spectateurs une expérience scénique complète).

## Histoire
Il y a souvent confusion entre le groupe de danse Demons Of The Mind et le groupe Medea Sirkas. Originellement formé en 1978, le groupe connaitra plusieurs générations. En 1992, les leaders du groupe décident de le renommer en Medea Sirkas. C'est pour ça que le terme usité pour les désigner est souvent : Medea Sirkas, anciemment Demons Of The Mind.

## Membres du groupe
- Larry Mcdonald (fondateur du groupe, 1978-1983)
- Faizo, (1978)
- Aaron, dit A-1 (1978-1985)
- Melvin Benjamin (1978-1984)
- Lonnie Green (1983-1985)
- Boogaloo Dana (1984)
- Justice Supreme
- Charlie Rock (2002)
- Fluid Girl (2003)
- Zulu Gremlin